# Märta Norberg
Pour les articles homonymes, voir Norberg (homonymie).
Märta Nordberg (19 septembre 1922 à Sidensjö-19 décembre 2020) est une fondeuse suédoise.

## Palmarès

### Jeux olympiques
- Jeux olympiques de 1952 à Oslo
  - 4e sur 10 km

## Championnats du monde
- Championnats du monde de ski nordique 1954 à Falun
  -  Médaille de bronze en relais 3 × 5 km.
- Championnats du monde de ski nordique 1958 à Lahti
  -  Médaille de bronze en relais 3 × 5 km.